# 기아 T-1500

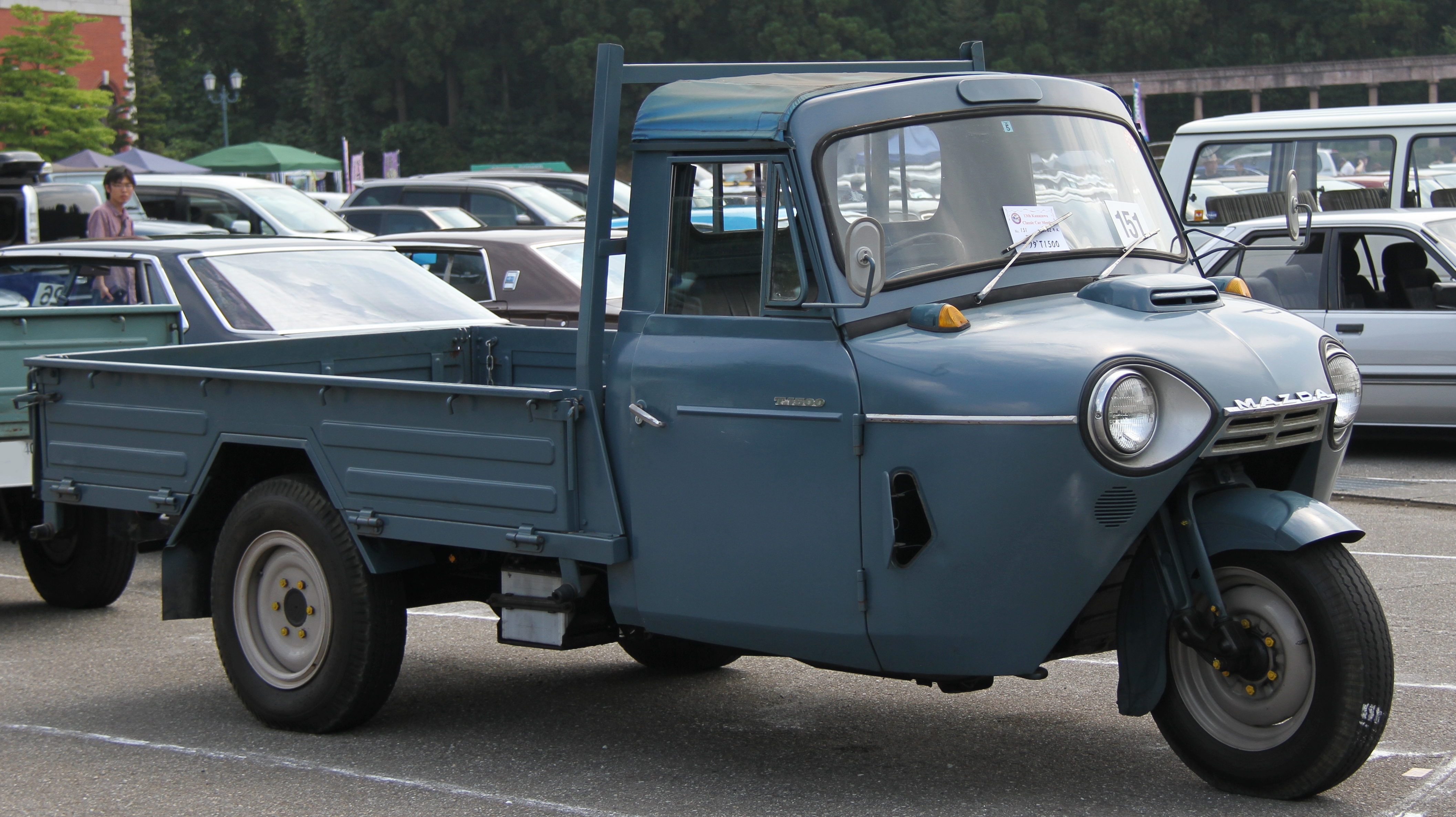

기아 T1500은 1963년 기아마스터(기아자동차의 전신)이 동양공업(현 마쓰다)와 기술제휴로 생산된 삼륜화물차이다.

## 개요
1957년부터 생산된 T1500은 소형 K360에 비하여 최대중량과 전장 전폭등이 늘어났으며 주로 용달차 회사나 자영업자들에게 판매되었다. 국내에서도 K360은 너무 작은 최대중량과 크기 때문에 대부분의 소비자들은 화물을 더욱 운송할 수 있는 차량을 원하였다. 이에 발맞추어 기아마스터는 동양공업이 생산하고 있던 T1500을 생산하기로 결정하고 1963년 시판에 들어간다. 최대적재용량은 1.5t으로서 이전의 K360보다 훨씬 진보되었으며 출력도 개선되었다. 바퀴수는 3개였으나 일반트럭에 비해 별반 다를게 없었으니 많은 자영업자들이 T1500을 구매하였다. 엔진은 직렬 4기통 4행정이며 시트 바로 밑에 장착되 있어 정비가 더욱 수월해졌으며 수냉식 라디에이터도 배치되어 이전의 공냉식 엔진을 문제점을 개선시켰다. 적제함은 현재의 1톤 화물차와 비슷한 형식이지만 후방부만 개방이 가능하다. 브레이크는 후방에만 장착되었으며 2중 드럼 브레이크로 제동력이 한층더 개선되었다. 이후 T2000이 생산되면서 1967년 단종된다.

#### 제원
제원
| 구분                 | UA형 OHV   |
| -------------------- | ---------- |
| 전장 (mm)            | 3,875      |
| 전폭 (mm)            |            |
| 전고 (mm)            |            |
| 축거 (mm)            |            |
| 윤거 (전, mm)        |            |
| 윤거 (후, mm)        |            |
| 승차 정원            | 3명        |
| 변속기               | 수동 3단   |
| 최고속도 (km/h)      | 100        |
| 구동 형식            | 후륜 구동  |
| 연료                 | 가솔린     |
| 배기량 (cc)          | 1484       |
| 최고 출력 (ps/rpm)   | 60/4,300   |
| 최대 토크 (kg*m/rpm) | 10.4/3,000 |